# Massimo Candura
Massimo Candura (Treviso, 25 gennaio 1974) è un politico italiano.

## Biografia
Dipendente della Regione Veneto, è stato assessore all'Urbanistica del Comune di Villorba dal 2011 al 2012.
Alle elezioni politiche del 2018 Candura è eletto senatore della Lega Nord per il collegio uninominale di Treviso. È consigliere della Fondazione Italia USA.
Nel gennaio 2020 firma, insieme ad altri cinque leghisti, per il referendum sul taglio dei parlamentari, messo in forse dal ritiro di un gruppo di esponenti di Forza Italia. Le firme depositate in Cassazione raggiungono quota 71, sette in più del necessario. Conclude il proprio mandato parlamentare nel 2022.